# Leopold Spinner
Leopold Spinner (* 26. April 1906 in Lemberg, Österreich-Ungarn; † 12. August 1980 in London) war ein in Galizien geborener, später im britischen Exil lebender österreichischer Komponist und Musikwissenschaftler.

## Leben
Spinners Familie flüchtete bei Kriegsbeginn 1914 nach Wien. Von 1926 bis 1930 studierte er Komposition in Wien bei Paul Amadeus Pisk und wurde als Musikwissenschaftler promoviert. Anschließend erlangte er internationale Anerkennung sowohl mit seinen Werken, die bei den Weltmusiktagen IGNM aufgeführt wurden, sowie auch durch Preise. Trotzdem nahm er nochmals von 1935 bis 1938 Unterricht bei Anton Webern.
Spinner wurde zu einem der wichtigen Repräsentanten der Zweiten Wiener Schule. 1939 war er gezwungen nach England zu emigrieren und verbrachte die folgenden Jahre in Bradford, West Yorkshire. Dann war er als Musikkopist und Editor tätig und 1954 wechselte er nach London. Von 1958 bis zu seiner Pensionierung 1975 wirkte er als Editor bei Boosey & Hawkes Music Publishers, wegen seiner Kenntnisse und Genauigkeit beispielsweise von Igor Strawinski in höchstem Grade geschätzt.

## Schriften
- Das Rezitativ in der romantischen Oper bis Wagner, Dissertation (maschinenschriftlich), Wien 1931.
- A Short Introduction to the Technique of Twelve-Tone Composition. Hawkes, London 1960.